# Pilot Pen Tennis 2008
Die Pilot Pen Tennis 2008 waren ein Tennisturnier der WTA Tour 2008 für Damen und ein Tennisturnier der ATP Tour 2008 für Herren in New Haven, welches vom 15. bis 23. August 2008 stattfand.

## Herrenturnier
→ Qualifikation: Pilot Pen Tennis 2008/Herren/Qualifikation

## Damenturnier
→ Qualifikation: Pilot Pen Tennis 2008/Damen/Qualifikation